# Iwo Brunander
Iwo Anton Kristoffer Brunander, född 26 juni 1892 i Hedvig Eleonora församling, Stockholm, död 1 mars 1956 i Göteborgs Kristine församling, Göteborg
, var en svensk konstnär, teckningslärare och konstrecensent.
Han var son till grosshandlaren Anton Brunander och hans maka född Klint och från 1920 gift med Mabel Alexandra Anna Macintosh. Brunander studerade vid Högre konstindustriella skolan i Stockholm med en avlagd teckningslärarexamen 1918 samt under studieresor till Danmark och Norge. Efter studierna var han anställd som reklamtecknare vid Gumaelius reklambyrå i Stockholm 1924-1928. Han var under en period anställd som konstnärlig ledare vid Almqvist & Wiksell och var deras representant vid en utställning av typografi och bokkonst vid Nationalmuseum. Bland hans offentliga arbeten märks fondmålningen Bohuslänskt fiskeläge för Mölndals lasarett och vårfestaffischer för Skansen i Stockholm. Hans konst består av idylliska landskap och teckningar, han medverkade med skämtteckningar i Söndags-Nisse och Puck. Vid sidan av sitt eget skapande var han verksam som teckningslärare i Malmö och Göteborg samt konstrecensent i tidskrifterna Ares och Scenen.